# Camino real de las Hoces
El camino real de las Hoces, en los términos municipales de Bárcena de Pie de Concha y Pesquera (Cantabria, España), es un Bien de Interés Cultural, con categoría de Monumento, por Decreto 126/2005, de 14 de octubre.
Se trata de un tramo del camino real de Reinosa a Santander, proyectado para facilitar el tránsito de cereales y lanas castellanas al puerto de Santander. Formaba parte de un plan más amplio elaborado en el siglo XVIII por el marqués de la Ensenada, ilustrado a las órdenes de Fernando VI, consistente en la construcción de una red de carreteras y canales navegables, con el fin de mejorar las comunicaciones, sustituyendo la antigua calzada romana, y así posibilitar la formación de un mercado nacional de productos agrícolas.[cita requerida]

## Historia

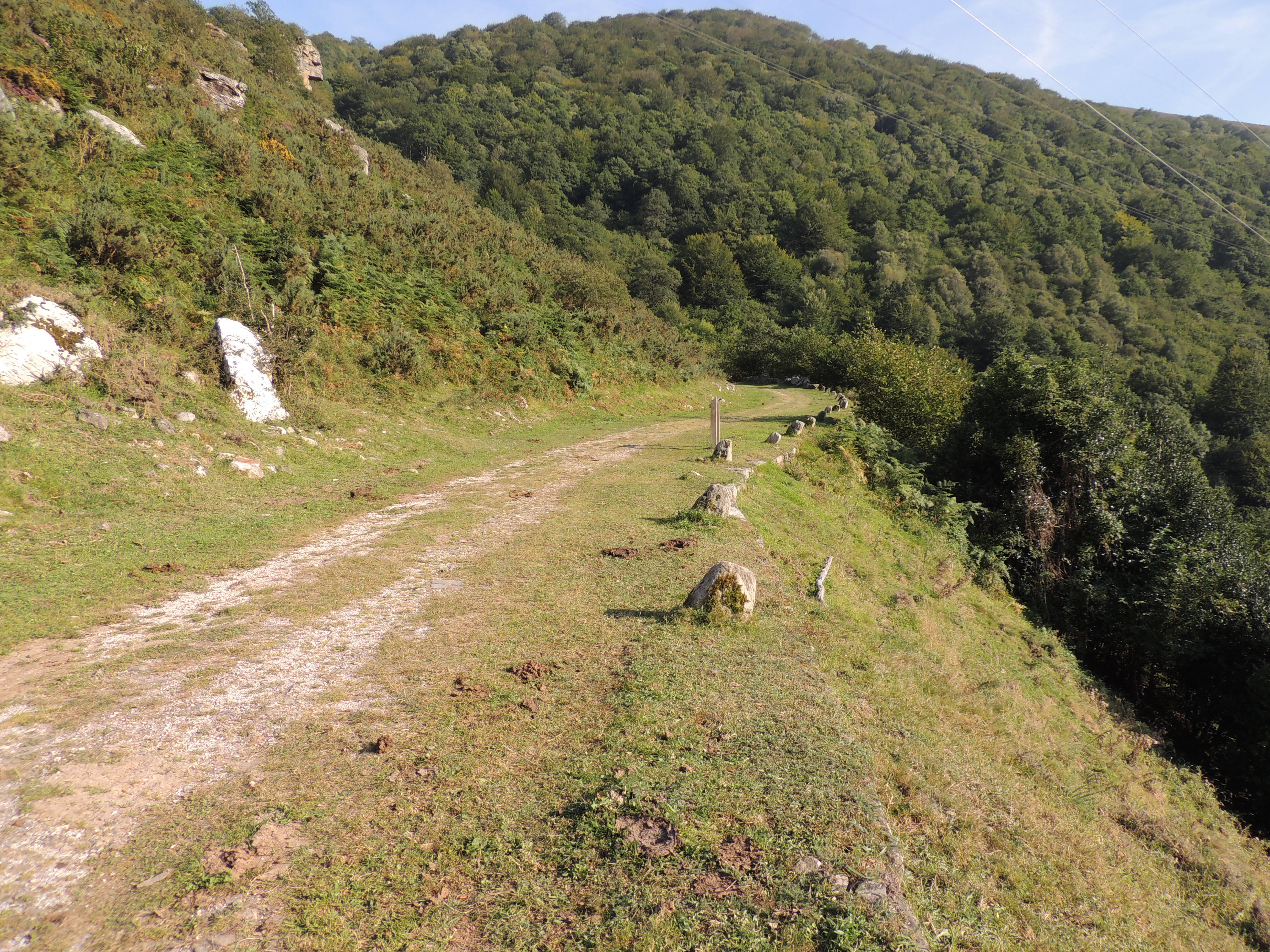
Camino en el término municipal de Bárcena de Pie de Concha.

Las obras se iniciaron en 1749 y finalizaron en 1753. Esta se convirtió en la principal vía de tránsito entre la Meseta y el Cantábrico,
hasta la llegada del ferrocarril en 1866. Las obras del Camino Real se iniciaron en Bárcena de Pie de Concha. El trazado del nuevo camino discurría por terrenos de difícil orografía y cruzaba ríos caudalosos, lo que obligó a una construcción compleja. Tenía el camino una sección de 6,5 m de anchura, que llegaba a 8 y a veces a 10 en algunas curvas. El camino quedó abierto en 1753. Actualmente, se conserva en su original disposición el tramo Bárcena de Pie de Concha-El Ventorrillo de
Pesquera.

## Delimitación

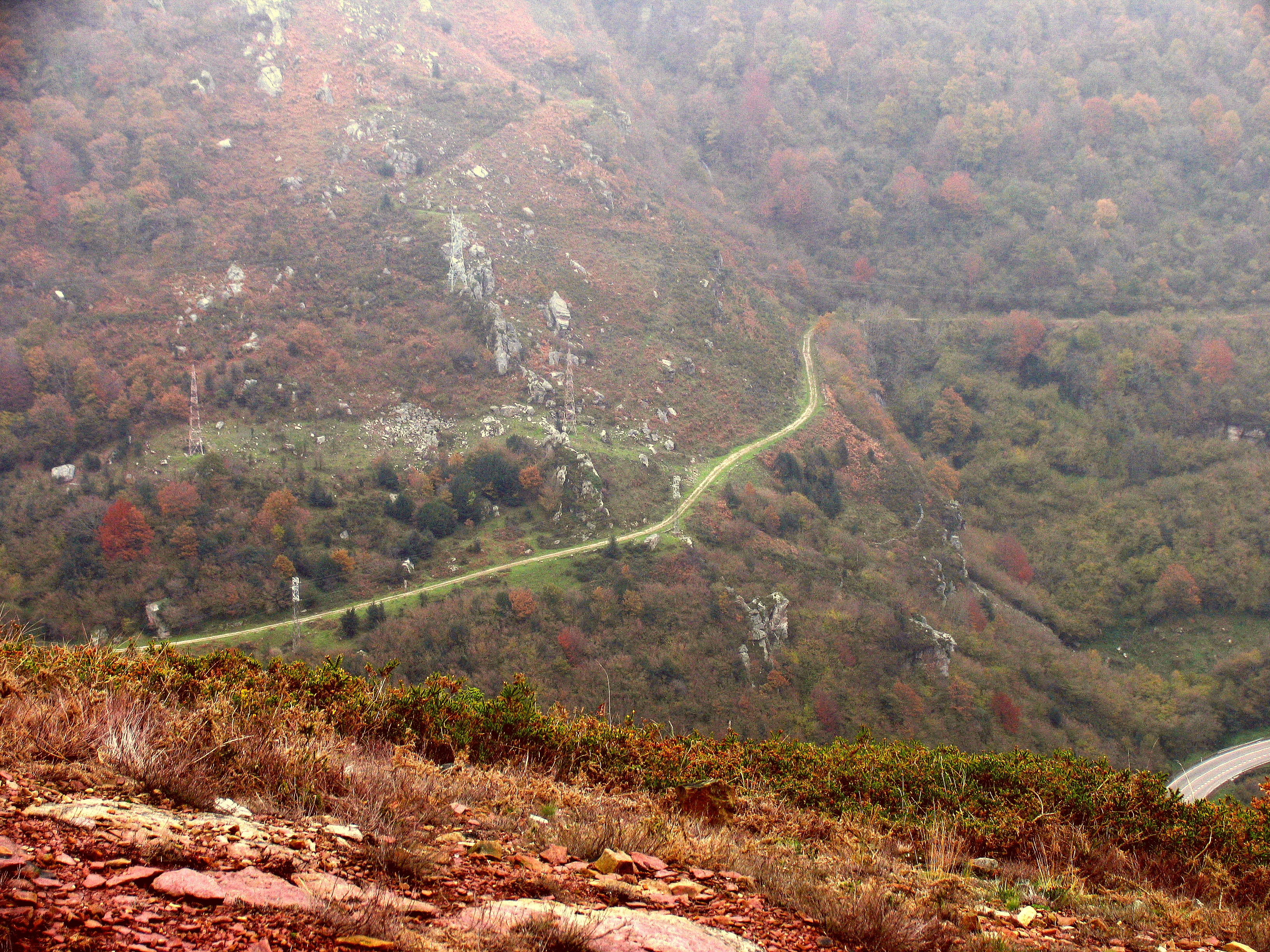
Vista del camino.

Además del tramo conservado del camino, se ha delimitado un entorno de protección, situado en el recorrido del Camino Real de Las Hoces. La línea que delimita el entorno de protección se desarrolla a lo largo del Camino, en una franja que se despliega a ambos lados. Parte la delimitación del entorno de su extremo sur, en El Ventorrillo de Pesquera, donde el camino coincide con la carretera nacional N-611, en la ribera del río Besaya. Desde este punto en la margen derecha, la línea se dirige hacia el Norte siguiendo el cauce del río, para descender los 5 km que le separan de Bárcena de Pie de Concha. Al llegar al inicio del camino en esta localidad, la delimitación se dirige hacia el Este 100 metros en proyección horizontal, distancia que se mantendrá equidistante en todo el recorrido que sigue hacia el sur, de forma paralela al Camino, hasta llegar nuevamente a la altura de El Ventorrillo, donde gira hacia el Oeste para encontrar el punto de partida y cerrar así el entorno de protección delimitado.[cita requerida]
La delimitación del entorno se realiza considerando las características del Camino Real de Las Hoces, al ser el único tramo de la totalidad del recorrido del Camino Real Reinosa-Santander de las Lanas y las Harinas, que se mantiene relativamente en su estado original. Se ha tenido en cuenta la relación del Camino con el paisaje circundante, la proximidad del río Besaya y la garganta de Las Hoces con su pronunciada topografía. Por la extensión del objeto a proteger, con una longitud aproximada de 5 km, se ha considerado necesario aplicar un criterio diferente a cada lado del camino. En el lado oeste, monte abajo, se ha optado por el límite natural del cauce del río Besaya, en el fondo del valle. En el lado este, monte arriba, sin una referencia tan clara al situarse las cumbres a una gran distancia, se ha optado por mantener una distancia similar, que se concreta en una virtual simetría respecto al propio Camino, acotando una distancia determinada en todo el recorrido. Con esta delimitación se pretende conservar y proteger el Camino, el cual se inserta en un medio natural y paisajístico de gran fuerza y valor, así como su correcta contemplación e interpretación, integrando elementos específicos asociados muy directamente a él, como los abrevaderos de las caballerías y las zonas de parada, descanso y cobijo.[cita requerida]